# Сон Хьон Кин
Сон Хьон Кин (нар. 16 вересня 1974) — колишній південнокорейський тенісист.
Найвищу одиночну позицію світового рейтингу — 330 місце досяг 13 вересня 1993, парну — 470 місце — 15 жовтня 2001 року.

## Титули ITF Ф'ючерс

### Парний розряд: (3)
| Ранг | Дата     | Турнір                       | Покриття | Партнер    | Суперники                     | Рахунок       |
| ---- | -------- | ---------------------------- | -------- | ---------- | ----------------------------- | ------------- |
| 1.   | Чер 2001 | Korea F1, Сеул               | Ґрунт    | Чон Хи Сон | Дієґо Аяла Рафаел де Меса     | 7–5, 3–6, 6–4 |
| 2.   | Сер 2001 | Китайський Тайбей F2, Гаосюн | Тверде   | Чон Хи Сон | Чаен Тецуя Масахіде Сакамото  | 6–2, 6–4      |
| 3.   | Вер 2001 | Korea F3, Чхонджу            | Ґрунт    | Чон Хи Сон | Роберто Альварес Жордан Добль | 6–3, 6–4      |